# Vía de Cintura Interna
|                                                          | |
| Concejo(s):                                              | Oporto y Vila Nova de Gaia |
| Freguesia(s):                                            | Oporto: Massarelos, Lordelo do Ouro, Ramalde, Paranhos y Campanhã. Vila Nova de Gaia: Oliveira do Douro, Mafamude, Santa Marinha, Madalena, Canidelo y Afurada |
| Inicio:                                                  | Ponte da Arrábida |
| Término:                                                 | Circular |
| Longitud:                                                | c. 21 km |
| Apertura:                                                | 1963-2007 |
| Radares de control de velocidad junto al nudo del Regado | |

La Vía de Cintura Interna, designada habitualmente por la sigla VCI (también denominada IC23) es una autopista en forma de anillo que circunvala la zona central de los núcleos urbanos de Oporto y de Vila Nova de Gaia, en Portugal. Tiene una extensión total de 21 km. Actualmente un 30% de la población de la Gran Área Metropolitana de Oporto vive "dentro" del anillo de la VCI.

## Características
La VCI presenta normalmente tres carriles por cada sentido de circulación, con separadores centrales de hormigón del tipo "New Jersey" y separadores laterales metálicos. Para reducir el área ocupada, los arcenes son, por lo general, pequeños. La VCI dispone de radares de control de velocidad –limitada a 90 km/h–, puestos SOS, cámaras de videovigilancia y paneles de protección acústica. A lo largo de todo su trayecto de 21 km, la VCI intercepta la mayoría de las arterias urbanas de Oporto y de Vila Nova de Gaia, contando con numerosos pasajes superiores e inferiores y dos túneles en Vila Nova de Gaia: uno bajo la Avenida da República y otro bajo el Jardín de Soares dos Reis. Los túneles están dotados de ventilación, red de detección de incendios y sistema de detección de monóxido de carbono.
En 1995 ya circulaban en la VCI, en el margen norte del Duero, 130 mil vehículos al día, de los cuales 126 mil pasaban por el Ponte da Arrábida y solo 20 mil por el Ponte do Freixo. Saliendo de la VCI, seguían hacia el norte 54 mil vehículos diarios por la Vía AEP, 71 mil por la Vía Norte y 90 mil por la A3, rumbo a Braga y Amarante (A4).
A finales de 2006, el Ponte da Arrábida soportaba ya una media de 170 mil vehículos al día. Con la conclusión del anillo de la VCI en enero de 2007, las previsiones de la empresa Estradas de Portugal apuntaban a una reducción en cerca de 20 mil vehículos por día en la Arrábida y un aumento de 35 mil en el Freixo, que pasaría a sostener cerca de 125 mil vehículos/día. El Ponte do Infante y el tablero inferior del Ponte Luís I verían el tráfico automóvil reducido en un 20%.

## Historia
Quien propuso por primera vez la construcción de una Avenida de Cintura que contorneara "la región neurálgica de la ciudad, sede del comercio, oficinas, bancos, cafés, cines, teatros, hoteles, restaurantes, etc." fue Antão de Almeida Garrett, en su Plano Geral de Urbanização da Cidade do Porto de 1947. Esta Avenida de Cintura comenzaba en el puente proyectado para la Arrábida y, enlazando con la Via Rápida de acceso a Leixões, a la Via Norte de acceso Viana do Castelo y Braga, y a una Via Noroeste en Contumil para acceder a Guimarães y Penafiel, cerraba el arco en un nuevo puente mixto (viario y ferroviario) que sustituiría al viejo Ponte Maria Pia. Conviene notar que, en 1947, ninguna de estas vías o puentes existía.

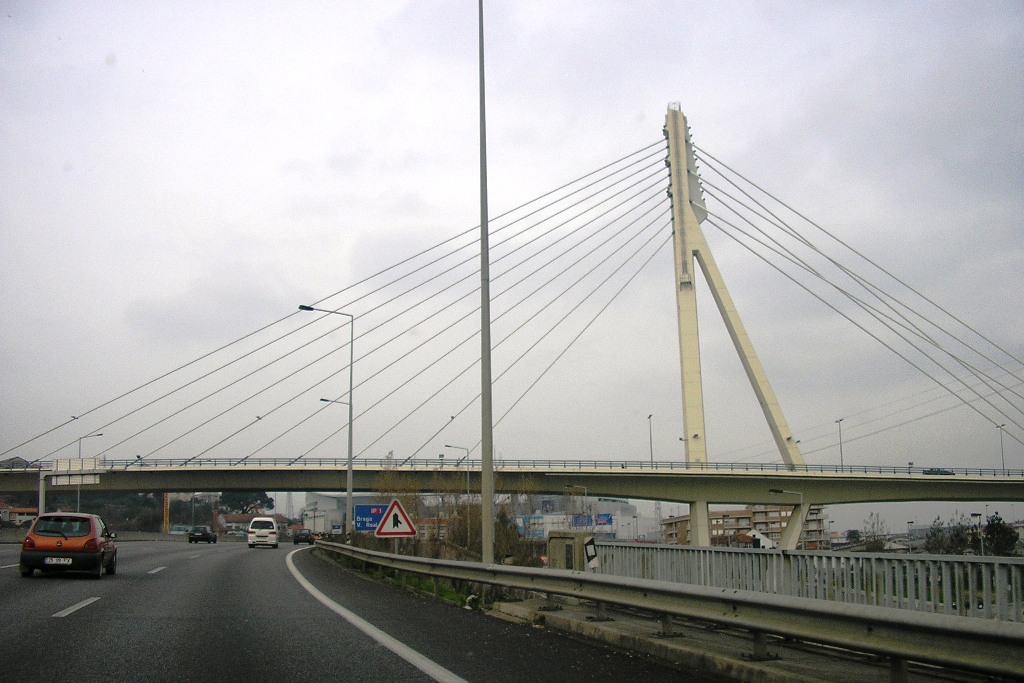
Viaducto que comunica la Avenida 25 de Abril con Corujeira, en Campanhã

Más tarde, en 1962, Robert Auzelle, en su Plano Director retoma algunas de las concepciones anteriores, intentando dar respuesta al galopante tráfico automóvil. Se delinea la Vía de Cintura Interna, con asumido perfil de vía rápida y ya no de avenida urbana. Esta vía, que comenzaría en el Ponte da Arrábida (en la época, aún en construcción), tendría su término en la Avenida de Fernando de Magallanes, junto a la zona de las Antas.
Al año siguiente se inaugura el Ponte da Arrábida y se construye el primer tramo de esta vía hasta a la antigua Rotonda de Francos donde se iniciaba la Vía del Mariscal Carmona, como fue oficialmente bautizada la vía rápida de acceso a Leixões, hoy Avenida AEP. En realidad, este tramo formaba parte de la autoestrada 1 que, pasando el Ponte da Arrábida, terminaba inmediatamente unos 14 km más al sur, en Carvalhos.
Solo 26 años después, en 1989, la VCI sería prolongada en Oporto con la inauguración del tramo entre Francos y Amial. Por aquel entonces ya estaban bastante adelantados los planes y estudios para la construcción de un nuevo puente sobre el río Duero, en la zona oriental de la ciudad, por donde debería pasar la futura autopista principal que conectaría Oporto con Lisboa, sustituyendo a la ya muy congestionada Arrábida. En 1994, la VCI se prolonga hasta las Antas, engullendo la Avenida de D. Juan II y sustituyendo la rotonda de la Plaza de D. Manuel I, al medio de la Avenida de Fernando de Magallanes, por un nudo viario. Al año siguiente se construye el Ponte do Freixo y la VCI se prolonga hasta allí, para recibir el tráfico que venía del sur.

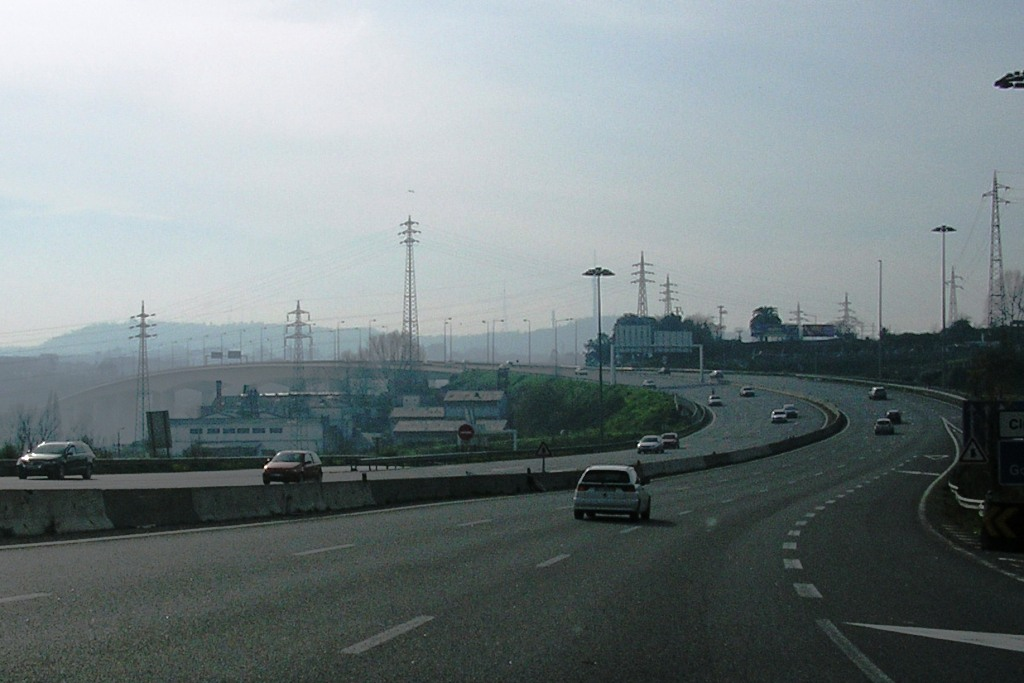
Camino al Ponte do Freixo, en Campanhã

Al sur del río Duero, las obras se pospondrían más tiempo. Del lado occidental, la VCI aprovecha el tramo de la A1 entre el Ponte da Arrábida y Coimbrões, en Vila Nova de Gaia, abierto en 1963, y se construye una pequeña prolongación al norte, hacia la zona de la Barrosa, en 2002, proporcionando acceso al centro comercial GaiaShopping que acababa de ser construido. Un poco más tarde, a partir del nudo del Areeinho, en Oliveira do Douro, en la salida sur del Ponte do Freixo, se construye un nuevo tramo que la conecta con la Avenida de la República, junto al El Corte Inglés.
Fue preciso esperar algunos años más, para que fueran concluidos los 1300 metros que faltaban para cerrar el anillo, hecho que ocurrió el 8 de enero de 2007, o sea, 43 años después de su inicio.

## Beneficios

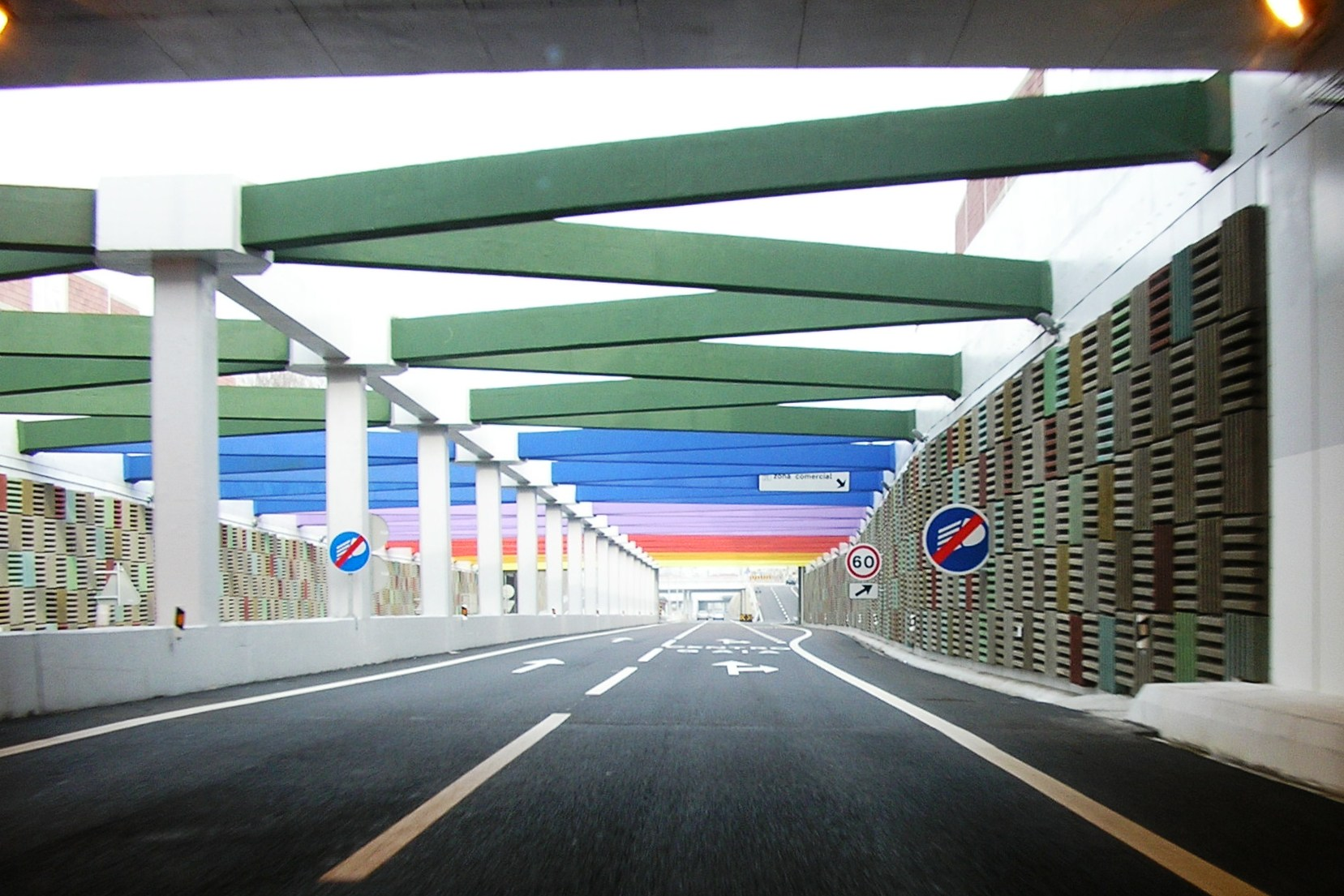
Entre los túneles de Soares dos Reis y de la Avenida da República, en Mafamude

La VCI es una carretera de circunvalación de fundamental importancia para el Gran Oporto y para toda la Región Norte. Redistribuye los vehículos entre los dos principales puentes sobre el Duero (Arrábida y Freixo), descongestiona el centro de las ciudades gemelas Oporto y Gaia, reduce los embotellamientos, aumenta la seguridad, reduce los costes de transporte y la emisión de gases causantes del efecto invernadero. 
Además de permitir la distribución de los flujos de tráfico regionales, sirviendo a zonas residenciales, industriales, comerciales, universitarias y deportivas, la VCI también es utilizada por el tráfico nacional para acceder a las restantes autopistas (en especial, A1, A3, A4, A28 y A41).
Se espera que la conclusión de la IC24 (Circular Regional Externa do Porto) pueda desplazar a zonas completamente periféricas el tráfico de largo trayecto que, actualmente, aún se ve forzado a recorrer la VCI.

## Galería de fotos

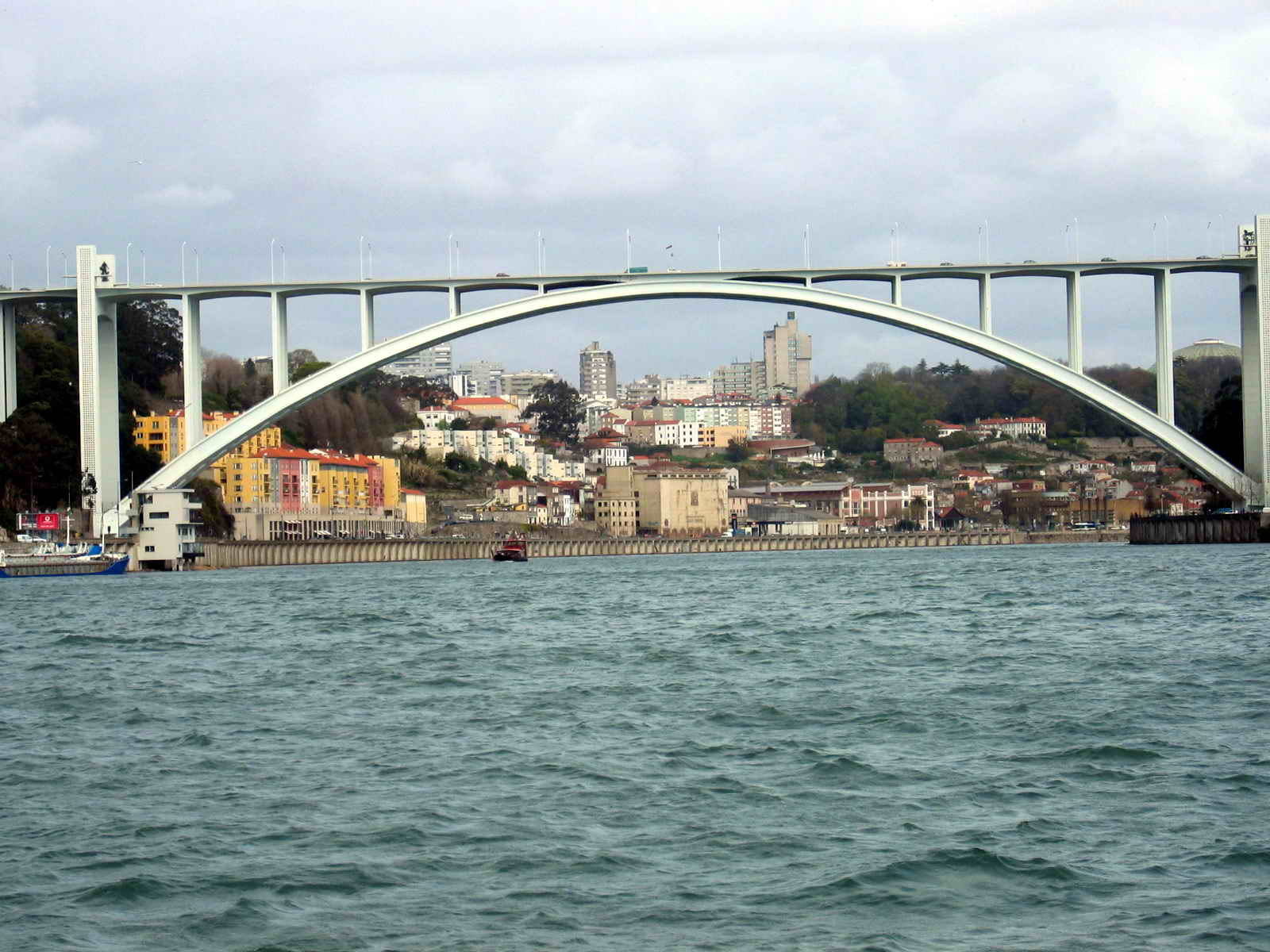
Ponte da Arrábida, primer tramo de la VCI entre Coimbrões y Francos
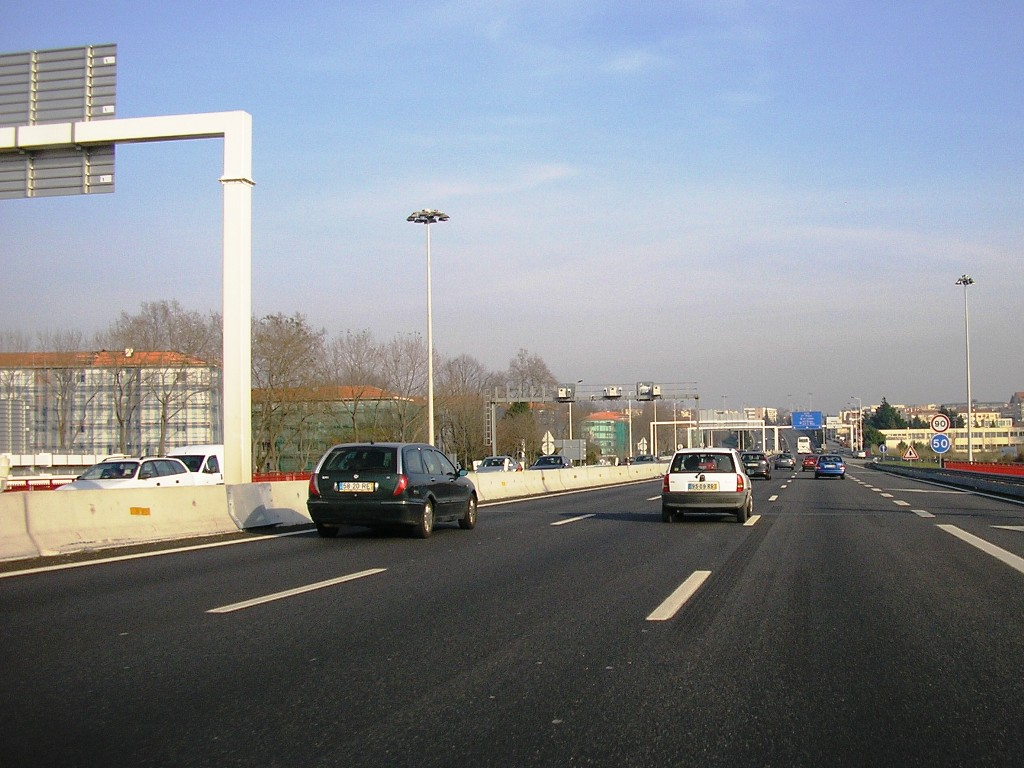
Junto al nudo del Regado, en Paranhos
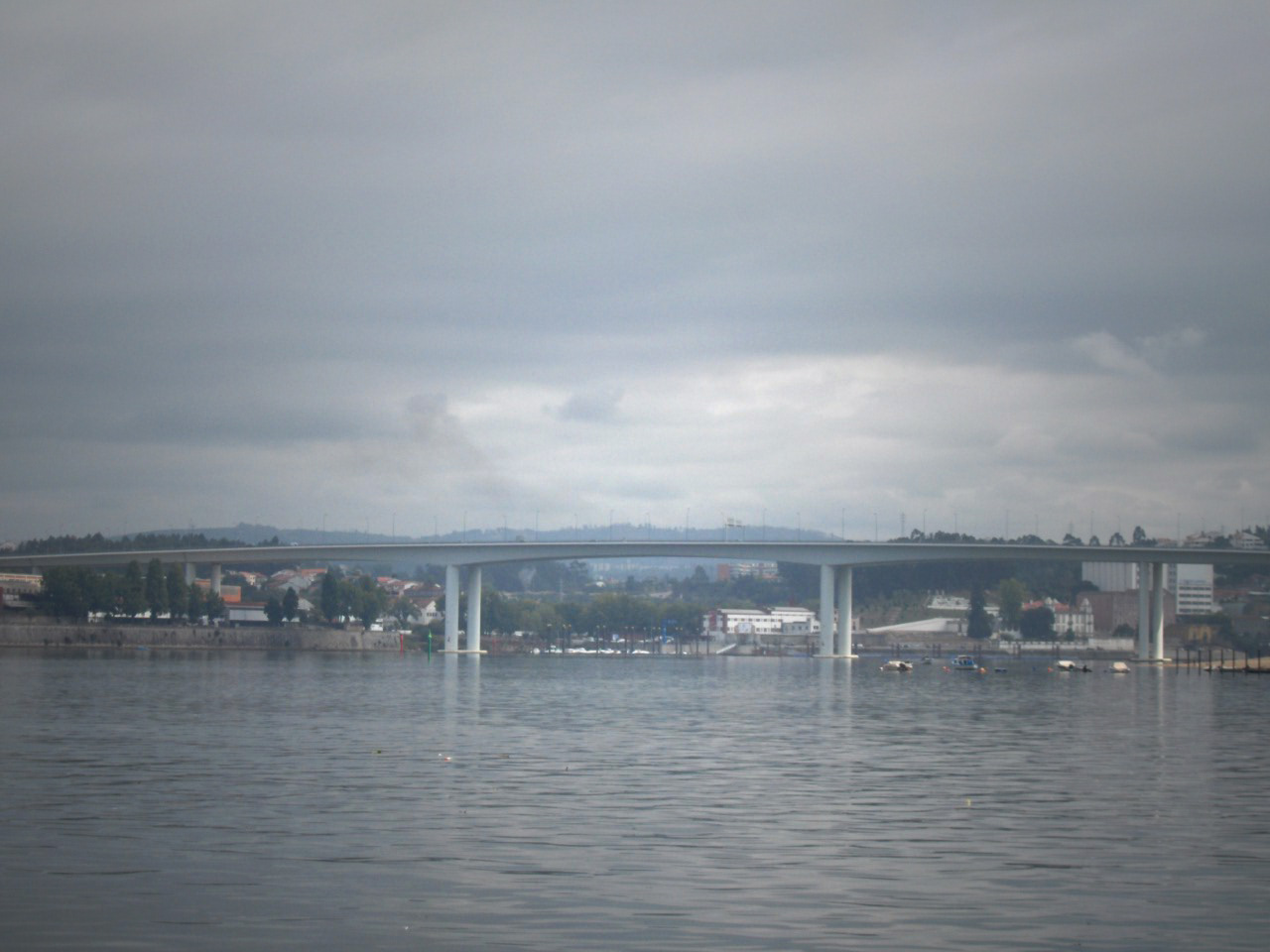
El Ponte do Freixo, que conecta Oporto con Vila Nova de Gaia, en la zona oriental de las dos ciudades
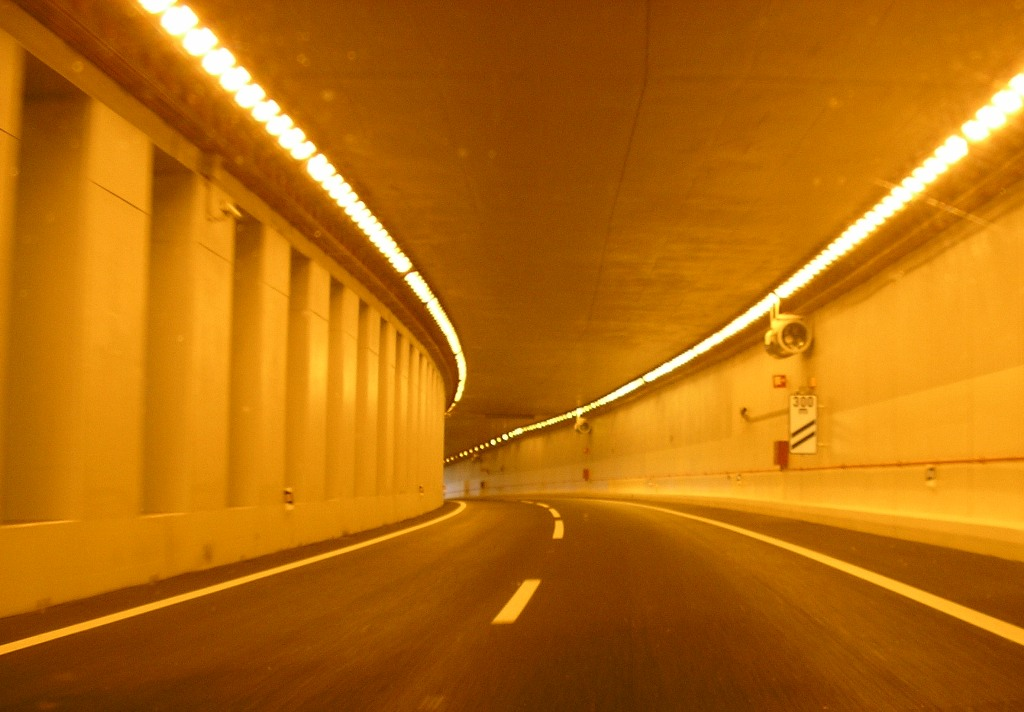
Túnel bajo el Jardín de Soares dos Reis, en Mafamude